# Nowomłynśk
Nowomłynśk (ukr. Новомлинськ) – wieś na Ukrainie, w obwodzie charkowskim, w rejonie kupiańskim, w hromadzie Dworiczna. W 2020 liczyła 12 mieszkańców.